# کریستین کروک
کریستین لارا کروک (به انگلیسی: Kristin Laura Kreuk) (زاده ۳۰ دسامبر ۱۹۸۲) بازیگر و تهیه‌کننده کانادایی است که بیشتر برای نقش لانا لنگ در سریال اسمالویل، کارگاه کاترین چندلر در مجموعه تلویزیونی دیو و دلبر از شبکهٔ سی‌دابلیو، تیرزه در مینی‌سریال بن هور، و همچنین چون لی در فیلم استریت فایتر: افسانه چون-لی (۲۰۰۹) شناخته می‌شود.

## زندگی
کروک در ونکوور در بریتیش کلمبیا به دنیا آمد. پدرش پیتر کروک یک هلندی و مادرش دینا چی یک چینی‌تبار است که در اندونزی به دنیا آمده‌است. همچنین مادربزگ مادری او متولد جامائیکا می‌باشد. والدین او هر دو معمار هستند. او یک خواهر کوچکتر به نام جاستین دارد که پنج سال از اون جوانتر است. کروک در زمینه کاراته آموزش دیده و کمربند بنفش دارد. او همچنین ژیمناستیک را تا قبل از پایان دبیرستان در سطح ملی دنبال می‌کرد اما آن را کنار گذاشت.